# 영웅연가
영웅연가는 1986년 공개된 대한민국의 영화이다.

## 배역
- 김진해
- 송옥숙
- 나영희
- 길용우
- 김혜경
- 김영민
- 김성자
- 오진이
- 김대환
- 송승근
- 이중걸
- 김병조
- 안명일
- 김인순
- 한진섭
- 양금석
- 조용태
- 김기백
- 임홍식
- 이경희
- 이송욱
- 신동욱
- 유명헌
- 나갑성
- 이영미
- 이정화